# Mitte, Berlin (stadsdel)
För det större politiska och administrativa stadsdelsområdet, se Mitte, Berlin (stadsdelsområde). För andra betydelser, se Mitte.
Mitte eller Berlin-Mitte (tyska för centrum) är en stadsdel i stadsdelsområdet med samma namn i Berlin. Stadsdelen utgör staden Berlins historiska centrum, ungefär motsvarande den utsträckning staden hade under 1700-talet.

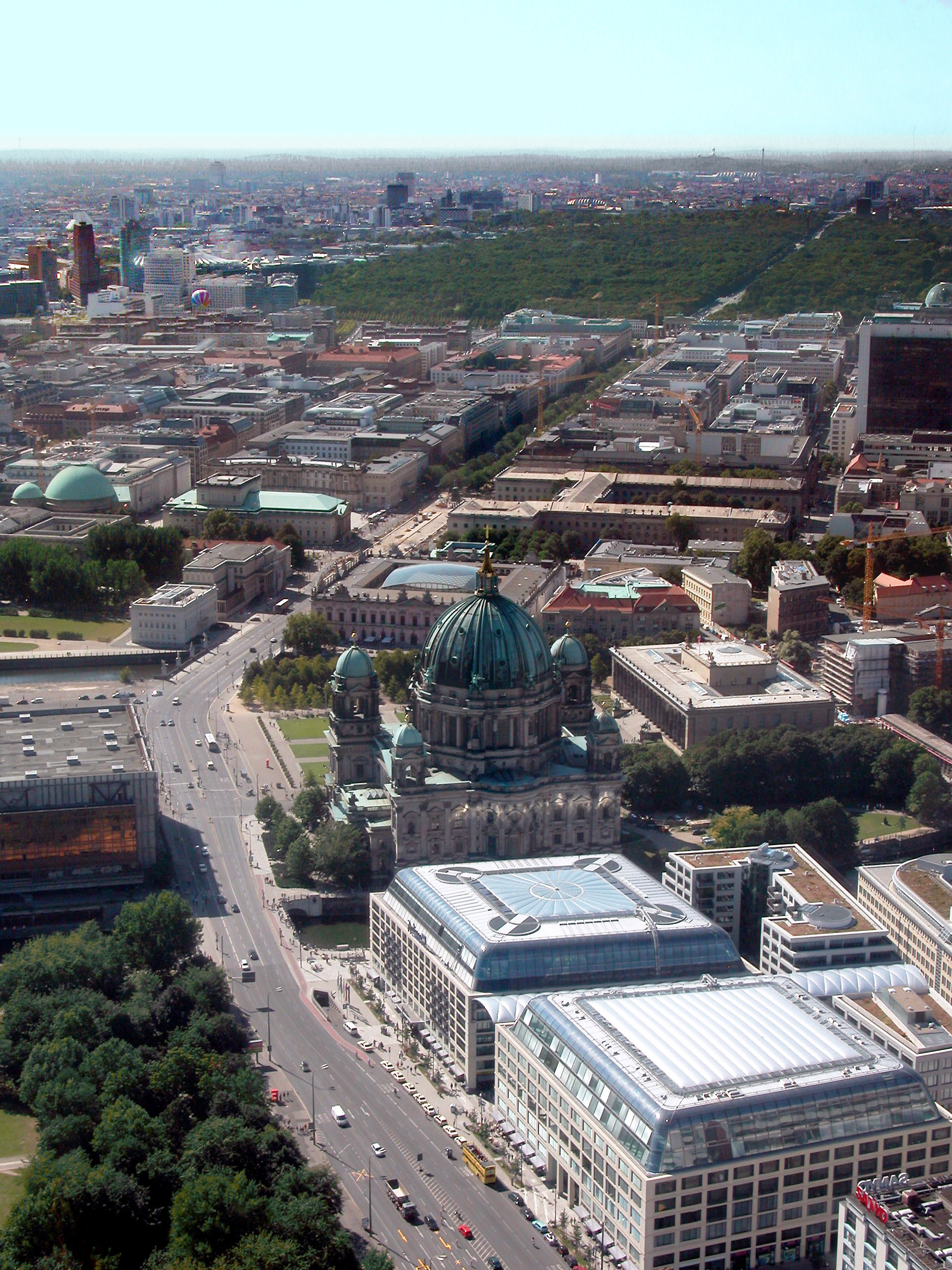
Unter den Linden med Berliner Dom, 2005. Till vänster om domkyrkan ligger Palast der Republik, numera rivet.

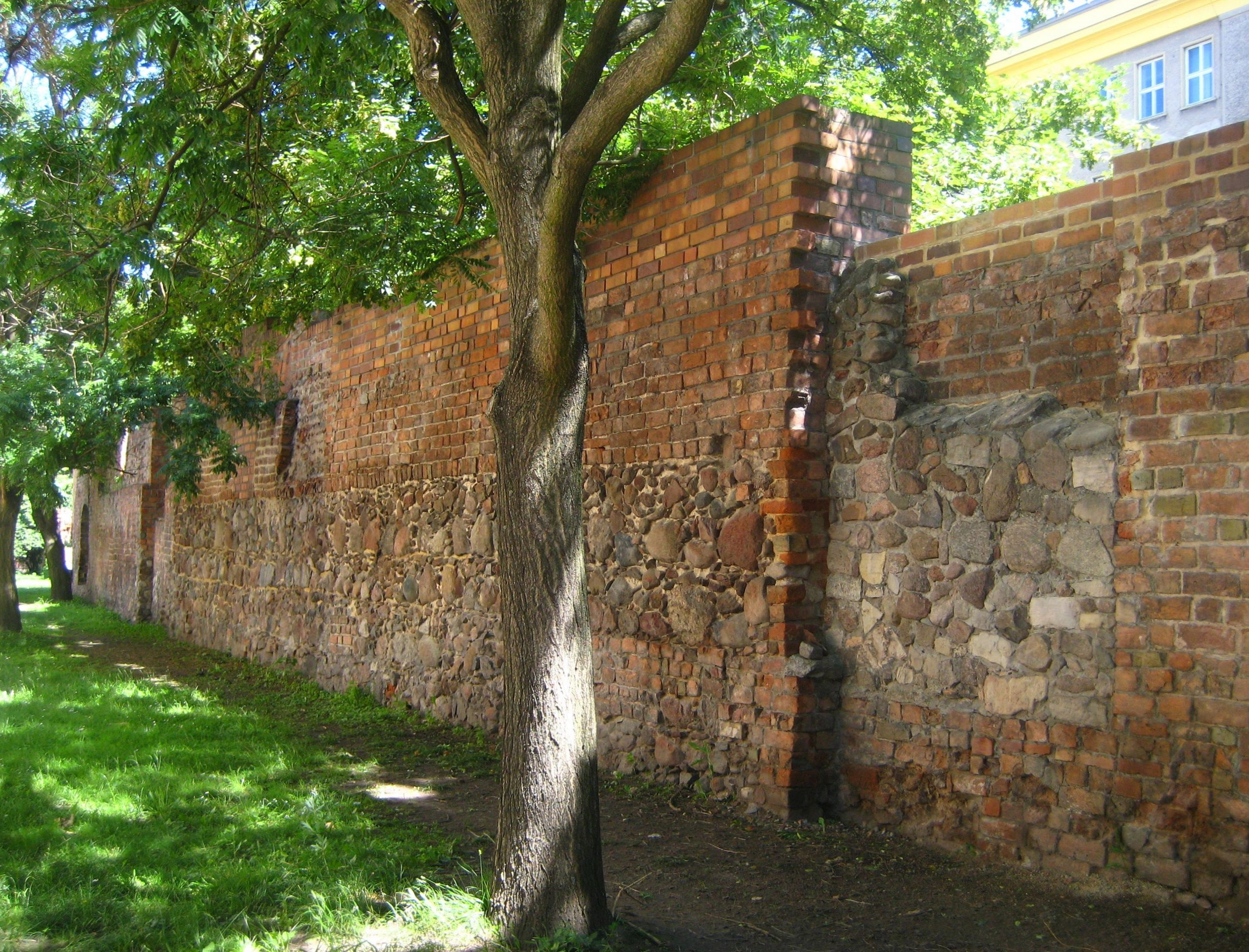
Rester av Berlins medeltida stadsmur vid Waisenstraße.

Mitte var före Berlinmurens fall en stadsdel i Östberlin. Många Berlinbor avser än idag den mindre stadsdelen snarare än det större administrativa stadsdelsområdet när de talar om Mitte. I detta egentliga Mitte återfinns ett flertal av Berlins historiska och kejserliga institutioner utmed paradgatan Unter den Linden samt vid torget Gendarmenmarkt, bland andra Staatsbibliothek zu Berlin, Humboldtuniversitetet, Deutsches Historisches Museum och museerna på Museumsinsel.
Efter murens fall har Mitte även kommit att gradvis överta en roll som viktigt finans- och shoppingkvarter, det senare inte minst i trakten av gatan Friedrichstrasse. Vid Brandenburger Tor gränsar stadsdelen till regeringskvarteren i Tiergarten. Österut domineras området av Alexanderplatz och det närliggande Fernsehturm samt Berlins rådhus, Rotes Rathaus. Norra Mitte är idag shopping-, bar- och nöjeskvarter, centrerade omkring Hackescher Markt, Scheunenviertel och Oranienburger Strasse.
Stadsdelen Mitte innefattar också området för medeltidsstäderna Berlin (Alt-Berlin) och Cölln, med domkyrkan Berliner Dom och lämningarna efter Berlins stadsslott. Slottet är sedan juni 2013 under återuppbyggnad, under namnet Humboldt-Forum, och planeras inrymma olika vetenskapliga och kulturella institutioner.  Under DDR-epoken låg Palast der Republik på slottets plats, då man av politiska skäl valde att riva det ursprungliga slottet efter att det skadats under andra världskrigets bombningar; Palast der Republik revs dock efter att ha dömts ut på grund av asbestfara. Idag ligger bland annat Auswärtiges Amt samt det ena av Berlins två centrala stadsbibliotek i kvarteren omkring slottet.
Kvarteret Nikolaiviertel nära Alexanderplatz utgör ett försök från 1980-talet att återskapa den medeltida gatubilden kring den medeltida Nikolaikyrkan. I närheten ligger också ruinerna av Berlins franciskankloster och de sista bevarade resterna av Berlins medeltida stadsmur.